# Xysticus kalandadzei
Xysticus kalandadzei is een spinnensoort uit de familie van de krabspinnen (Thomisidae).
De wetenschappelijke naam van de soort werd in 1971 gepubliceerd door Tamara Mcheidze en Aleksander Stepanovich Utochkin.